# Imerslund-Gräsbeck-Syndrom
Das Imerslund-Gräsbeck-Syndrom (IGS) (auch: Imerslund-Najman-Gräsbeck-Syndrom, Imerslund-Syndrom oder selektive Vitamin-B12-(Cobalamin)-Malabsorption mit Proteinurie) ist eine seltene (1:200.000 Geburten) autosomal-rezessiv vererbte selektive Störung der Resorption von Vitamin B 12 im terminalen Ileum. Die Erkrankung wurde 1960 zuerst durch die Osloer Kinderärztin Olga Imerslund (1907–1987) und den Helsinkier Laborarzt Ralph Gräsbeck (1930–2016) beschrieben.

## Pathophysiologie
Die genetische Ursache der Erkrankung liegt in einem Fehler des Rezeptorproteins für den Komplex aus Cobalamin  (Vitamin-B12) und dem intrinsischen Faktor. Es kann die Mutation von zwei Genen vorliegen: dem Cubilin-Gen (CUBN) auf Chromosom 10 oder dem Amnionless-Gen (AMN) auf Chromosom 14. Beide Proteine sind Bestandteile eines Rezeptors, der im Dünndarm (terminales Ileum) den Komplex von Vitamin-B12 und intrinsischem Faktor bindet und so die Aufnahme des Vitamin-B12 ins Blut ermöglicht. Außerdem sind sie in den Nierenkanälchen an der Rückresorption von Eiweiß aus dem Primärharn  beteiligt. Das Fehlen oder die gestörte Funktion dieses Rezeptors macht eine Aufnahme des Vitamin-B12 unmöglich, dessen Mangel meist bereits ab der frühen Kindheit zu den Symptomen der Erkrankung führt.

## Symptome
Neben einer (nicht immer vorhandenen) Eiweißausscheidung durch die Nieren (Proteinurie), sind alle Symptome des  Vitamin-B12-Mangels vorhanden: megaloblastäre („perniziöse“) Anämie, Gedeih- und Wachstumsstörungen, Infektneigung und neurologische Störungen. Die Symptome sind aufgrund des absoluten Vitaminmangels ausgeprägt. Die im Absorptionstest gefundene erniedrigte B12-Resorption wird durch intrinsischen Faktor nicht gesteigert. Die Symptome treten frühestens ab dem 4. Monat bis zu mehreren Jahren nach der Geburt erstmals auf.

## Therapie
Die Erkrankung kann ausschließlich durch parenterale Gabe (durch Injektion) von Vitamin-B12 behandelt werden. Durch eine lebenslange ausreichende Substitution bleiben die Betroffenen für Jahrzehnte gesund. Die Proteinurie besteht weiter, ohne dass eine Erkrankung der Nieren im engeren Sinn vorliegt. Da die genetisch fehlerhaften Proteine auch für die Resorption anderer Mikronährstoffe im Darm mit verantwortlich sind, wird durch eingehende Resorptionstests üblicherweise geklärt, ob neben Vitamin-B12 auch andere Nährstoffe parenteral zugeführt werden müssen. Im Rahmen der Therapie ist auch eine genetische Beratung zur weiteren Familienplanung erforderlich. Verwandte einer betroffenen Person sollten sich ebenfalls auf Zeichen eines Vitamin-B12-Mangels untersuchen lassen.